# بيت المعقلى (بني مطر)

تعديل مصدري - تعديل

بيت المعقلى هي إحدى قرى عزلة البروية بمديرية بني مطر التابعة لمحافظة صنعاء، بلغ تعداد سكانها 551 نسمة حسب تعداد اليمن لعام 2004.